# Paratetrapedia iheringii
Paratetrapedia iheringii är en biart som först beskrevs av Heinrich Friese 1899.  Paratetrapedia iheringii ingår i släktet Paratetrapedia och familjen långtungebin. Inga underarter finns listade i Catalogue of Life.